# Chaj-jang

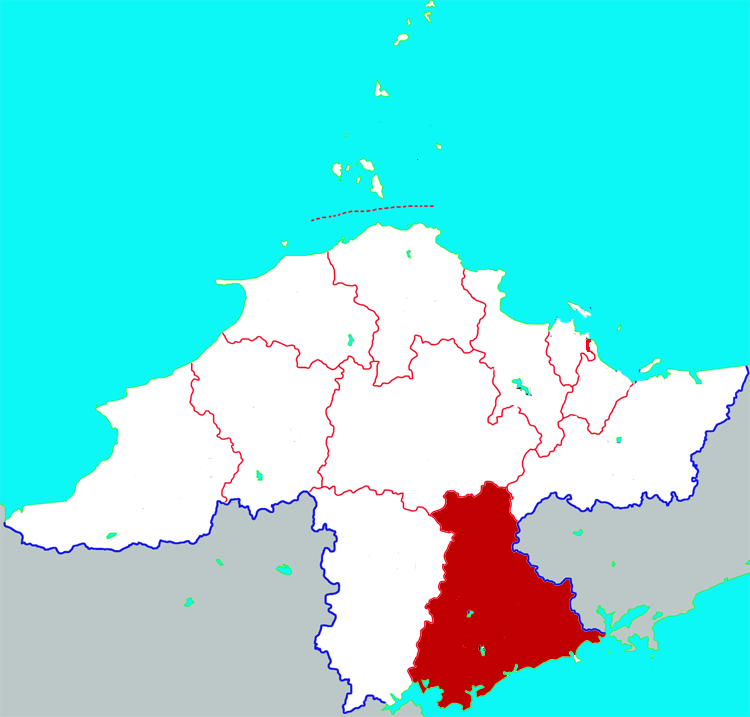
Poloha Chaj-jangu v rámci Jen-tchaje

Chaj-jang (čínsky v českém přepisu Chaj-jang š’, pchin-jinem Hǎiyáng Shì, znaky 海阳市) je městský okres v městské prefektuře Jen-tchaj v provincii Šan-tung v Čínské lidové republice. Leží na jižním pobřeží Šantungského poloostrova na břehu Žlutého moře, má rozlohu 1881 čtverečních kilometrů a v roce 2001 v něm žilo bezmála sedm set tisíc obyvatel.
V jihovýchodní části okresu leží na poloostrově vybíhajícím do Žlutého moře jaderná elektrárna Chaj-jang.

## Sport
Město bylo dějištěm několika světových pohárů ve sportovním lezení.